# Чак, сад можете пољубити Ларија
Чак, сад можете пољубити Ларија (енгл. I Now Pronounce You Chuck & Larry) америчка је филмска комедија из 2007. године у режији Дениса Дугана. Адам Сандлер и Кевин Џејмс глуме два ватрогасца из Њујорка који се претварају да су геј пар како би осигурали да Ларијева деца добију здравствену заштиту. Међутим, ствари се погоршају када агент одлучи да провери њихову причу.
Приказан је 20. јула 2007. године. Упркос углавном негативним рецензијама критичара, остварио је комерцијални успех зарадивши више од 187 милиона долара наспрам буџета од 85 милиона долара. Тема филма је потом послужила као подлога за радњу индијског филма Пријатељство.

## Радња
Чак Лeвајн (Адам Сандлер) и Лaри Валентајн (Кевин Џејмс) дугогодишњи су пријатељи и колеге ватрогасци. Лaри, удовац који још увек није преболео смрт супруге, има проблема у пребацивању полисе осигурања са жениног имена на њихову децу. Брине се за будућност својих клинаца уколико се њему нешто догоди на послу, али не жели напустити свој посао јер пензију такође види као улагање у будућност.
Када Лaри спаси Чаку живот на једном задатку, Чак му дугује велики услугу, на коју је Лaри сада спреман позвати се. Наиме, ако њих двојица постану хомосексуални партнери пред законом, Лaријеви клиници ће добити толико жељено осигурање.

## Улоге
| Глумац            | Улога          |
| ----------------- | -------------- |
| Адам Сандлер      | Чак Левајн     |
| Кевин Џејмс       | Лари Валентајн |
| Џесика Бил        | Алекс Макдоно  |
| Винг Рејмс        | Фред Данкан    |
| Ник Свардсон      | Кевин Макдоно  |
| Стив Бусеми       | Клинтон Фицер  |
| Ден Акројд        | Финеас Такер   |
| Николас Туртуро   | Реналдо Пинера |
| Ричард Чејмберлен | саветник Бенкс |
| Мери Пет Глисон   | Тереза         |
| Рејчел Дреч       | Сара Пауерс    |
| Мет Винстон       | Глен Олдрич    |
| Питер Данте       | Тони Парони    |
| Кол Морген        | Ерик Валентајн |
| Шелби Адамовски   | Тори Валентајн |
| Ален Каверт       | Стив           |